# Bergbambusångare
Bergbambusångare (Phylloscopus valentini) är en nyligen urskiljd asiatisk fågelart i familjen lövsångare inom ordningen tättingar.

## Kännetecken

### Utseende
Bergbambusångare är en medelstor (12–13 cm) storhövdad lövsångare med tydligt grå hjässa, svarta längsgående hjässband, gul undersida, vit stjärtundersida och vitt på yttre stjärtpennorna. Ovansidan är grön, ansiktet olivgrönt och vingarna mörkgrå med smala gröna fjäderspetsar. Den har även gula spetsar på de större täckarna som bildar ett tydligt vingband. Undersidan är citrongul och runt det stora ögat syns en tydligt gul ögonring.
Mycket liknande systerbambusångare har större näbb, kortare stjärt, mindre vitt i stjärten och saknar vingband. På huvudet syns mer inslag av grönt i pannan samt att de mörka hjässbanden mer gråsvarta, diffusare och kortare bakåt.

### Läten
Sången är en enkel och upprepad serie visslingar med långa pauser och utan drillar, mörkare och starkare än systerbambusångare. Bland lätena hörs ett kort och visslande "diu".

## Utbredning och systematik
Bergbambusångare delas in i två underarter:
- Phylloscopus valentini valentini – häckar i centrala China (södra Shaanxi, södra Gansu, Sichuan samt norra och västra Yunnan) samt möjligen i norra Myanmar
- Phylloscopus valentini latouchei – häckar lokalt i sydöstra Kina (Hubei, nordöstra Jiangxi, Fujian, Guangdong och möjligen norra Hunan) samt norra Vietnam

Vintertid flyttar fågeln till södra Kina och norra Sydostasien.
Fågeln behandlades tidigare som en del av burkii-komplexet, som numera delas upp i ett flertal arter efter studier, förutom bergbambusångare även systerbambusångare, himalayabambusångare, grönkronad bambusångare, emeibambusångare och gråkronad bambusångare.

### Släktestillhörighet
Bambusångarna placeras traditionellt i släktet Seicercus. DNA-studier visar dock att arterna i Seicercus inte är varandras närmaste släktingar, där vissa arter istället står närmare arter i Phylloscopus. Olika auktoriteter hanterar detta på olika vis. De flesta expanderar numera Phylloscopus till att omfatta hela familjen lövsångare, vilket är den hållning som följs här. Andra flyttar ett antal Phylloscopus-arter till ett expanderat Seicercus.

### Familjetillhörighet
Lövsångarna behandlades tidigare som en del av den stora familjen sångare (Sylviidae). Genetiska studier har dock visat att sångarna inte är varandras närmaste släktingar. Istället är de en del av en klad som även omfattar timalior, lärkor, bulbyler, stjärtmesar och svalor. Idag delas därför Sylviidae upp i ett antal familjer, däribland Phylloscopidae. Lövsångarnas närmaste släktingar är familjerna cettior (Cettiidae), stjärtmesar (Aegithalidae) samt den nyligen urskilda afrikanska familjen hylior (Hyliidae).

## Levnadssätt
Bergbambusångare förekommer i undervegetationen i svalare, tempererade bergsskogar över 1800 meters höjd, högre upp än systerbambusångare. Den födosöker efter insekter lågt i vegetationen, men också i trädkronorna på relativt låga träd. På basis av när hanar sjunger tros den häcka i juni-juli. Arten är flyttfågel, men både flyttider och övervintringsområden är ej fullständigt kända.

## Status och hot
Arten har ett stort utbredningsområde, men tros minska i antal, dock inte tillräckligt kraftigt för att den ska betraktas som hotad. Internationella naturvårdsunionen IUCN listar arten som livskraftig (LC). Världspopulationen har inte uppskattats men den beskrivs som lokalt vanlig till mycket vanlig.

## Namn
Fågelns vetenskapliga artnamn hedrar den ryske ornitologen Valentin Lvovitj Bianki (1857–1920). Tidigare kallades den Biankis bambusångare även på svenska, men tilldelades 2023 ett mer informativt namn av BirdLife Sveriges taxonomikommitté.